# Lepidiota milneana
Lepidiota milneana är en skalbaggsart som beskrevs av Moser 1913. Lepidiota milneana ingår i släktet Lepidiota och familjen Melolonthidae. Inga underarter finns listade i Catalogue of Life.